# Enikő Győri

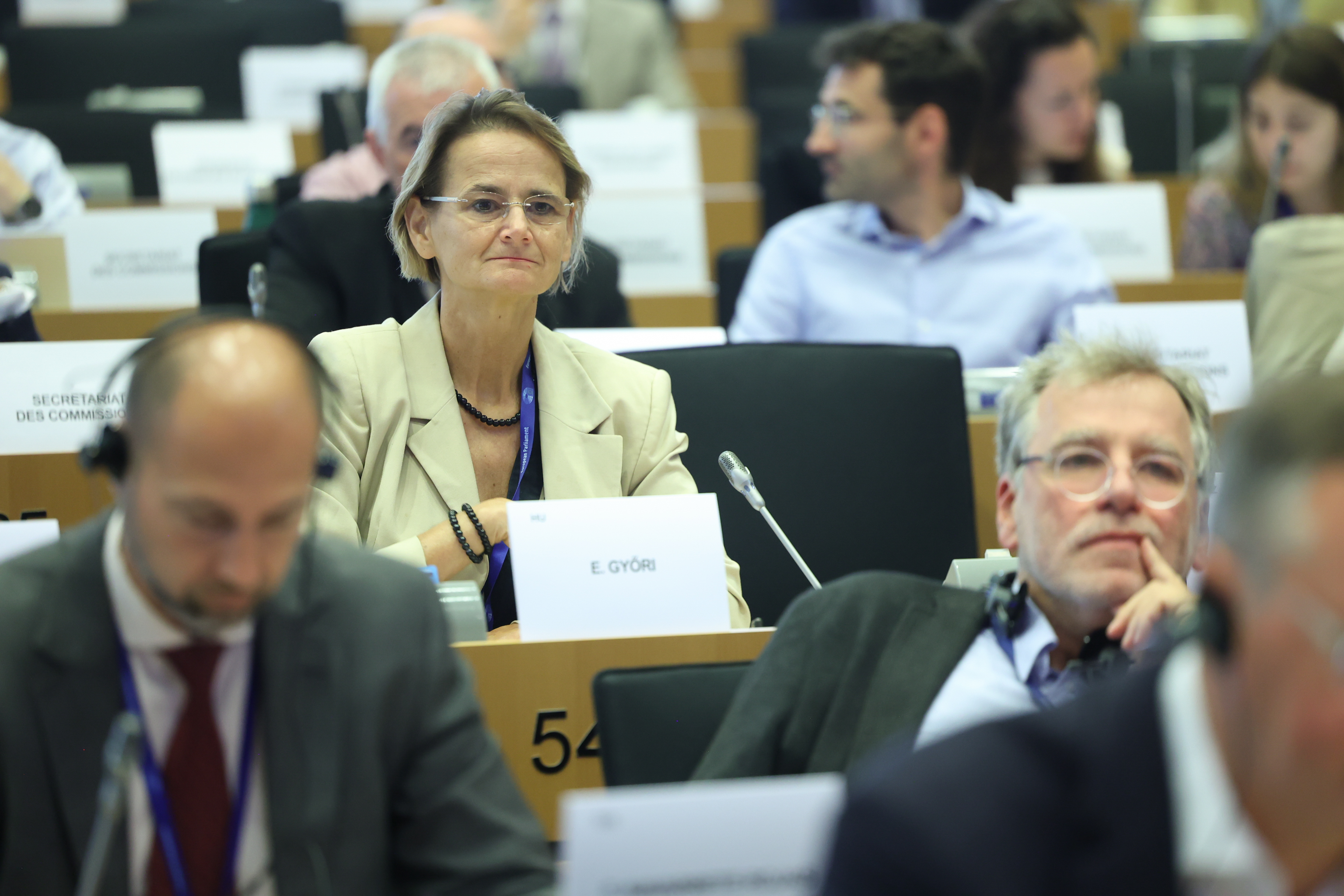
Enikő Győri (2024)

Enikő Győri (* 7. Juli 1968 in Budapest) ist eine ungarische Politikerin der Partei Fidesz.

## Leben
Enikő Győri absolvierte ein Studium der Wirtschaftswissenschaften an der Universität in Budapest. Von 2009 bis 2010 war sie Abgeordnete im Europäischen Parlament. 2010 schied sie aus dem Europäischen Parlament aus und wurde Staatssekretärin in der ungarischen Regierung von Viktor Orbán. Győri ist verheiratet und hat zwei Kinder.